# Dánština
Dánština, (dánsky dansk) je severogermánský jazyk, kterým hovoří okolo 5,5 milionu lidí, a to především v Dánsku. Početné jazykové menšiny žijí v severoněmecké spolkové zemi Šlesvicko-Holštýnsko, na Faerských ostrovech a v Grónsku. Je blízce příbuzná s norštinou a švédštinou, s nimiž je do jisté míry vzájemně srozumitelná.
Dánština se od ostatních skandinávských jazyků začala oddělovat kolem roku 1000 a v porovnání s nimi prošla největšími změnami. V období Hansy, která založila pobočky i v Dánsku, převzala z dolnoněmčiny celou řadu slov, a to nejenom slovník oborů a řemesel, které přišly s Hansou do Dánska (jakož i do celé Skandinávie), ale dolnoněmecká slova pronikla až do základního slovníku. Během jazykového vývoje se značně zjednodušila gramatika, především skloňování a časování. Současná dánština má převažující charakter analytického jazyka.

## Klasifikace
Dánština je indoevropský jazyk, který patří do severogermánské větve germánských jazyků. Spolu se švédštinou a bokmålem (jedna z variant norštiny) se řadí mezi východoskandinávské jazyky, zatímco norština (resp. varianta označovaná jako nynorsk), faerština a islandština se řadí mezi západoskandinávské. Toto rozdělení vyplývá z fonologických rozdílů, které mají základ již v době nářečního štěpení staré severštiny. Ve východoskandinávských jazycích například zanikly původní dvojhlásky, zatímco západoskandinávské jazyky tyto dvojhlásky zachovaly.
Jiné rozdělení řadí dánštinu spolu se švédštinou a norštinou mezi kontinentální skandinávské jazyky, které mají v současnosti charakter analytických jazyků. Ostrovní skandinávské jazyky (faerština, islandština) si uchovaly charakter flektivních jazyků.

## Fonetika
Nejvýznamnější fonetické charakteristiky dánského jazyka jsou tyto:
- a se většinou vyslovuje [æ]: panamakanal [pænæmækænæl].

- r se vyslovuje uvulárně, čili vzadu u čípku, při čemž se na konci slabiky vokalizuje, čili předchozí samohláska se vyslovuje otevřeněji: Der løber en løber. [dea lø'ba en løba] 'Tam běží nějaký běžec.'

- Neznělé souhlásky p, t, k, které byly následovány samohláskami, se změnily v znělé, např.: ikke 'ne' ['egə], købe 'koupit' (srov. no. kjøpe, šv. köpa), sætte 'posadit' [sedə].

- g mezi vokály se vyslovuje jako [j] anebo odpadá: pige 'holka' [pijə], uge 'týden' [uə].

- Intervokalické a koncové d se vyslovuje téměř stejně jako anglické th, při čemž se však jazyk nasadí na dolní zubní řadu, např.: rød grøde med fløde ‚červená krupičná kaše se šlehačkou‘ [Røð gRøðə með fløðə] (na srovnání norsky: rød grøte med fløte [rø grøtə me fløtə]); hvad 'co' [vað].

- Koncové kdysi plné vokály nahradila schwa. Srov. šv. krona 'koruna' - pl. kronor [kruna, krunur] = dán. krone, pl. kroner [kRonə, kRona].

- V hláskovém systému hraje důležitou roli ráz (stød [stø'ð]), který je v češtině známý např. mezi dvěma hláskami e ve slově neexistuje. V dánštině se však ráz vyskytuje uvnitř slov, a to mnohdy v jednoslabičných. Má fonematický charakter, tj. rozlišuje významy, např.:

hun [hun] 'ona' ≠ hund [hu'n] 'pes',
løber [løba] 'běžec' ≠ løber [lø'ba] 'běží',
annen [ænn] 'jiný' ≠ anden [æn'n] 'kachna'.

## Gramatika
Gramatická struktura dánštiny je podobná norštině a švédštině, především norštině, resp. její spisovné variantě bokmål, což vyplývá ze skutečnosti, že Norsko bylo od roku 1380 do roku 1814 pod dánskou vládou a dánština tam byla po celou dobu úředním a spisovným jazykem. Bokmål byl kodifikován na základě jazyka dánsko-norského.
V morfologii dánštiny došlo během historického vývoje ke značným zjednodušením (zejména ohýbání), což jí v současnosti dává charakter analytického jazyka.

### Jmenný rod
V dánštině došlo ke splynutí mužského a ženského rodu, moderní dánština má 2 rody – společný a střední.

### Podstatná jména
Z původního systému 4 pádů se u podstatných jmen zachoval nominativ a genitiv (zakončení -s), který má funkci výlučně přivlastňovací. V ostatních případech je podstatné jméno ve tvaru nominativu. Syntaktické vztahy se vyjadřují pomocí předložek.
Jako ve všech skandinávských jazycích se určitý člen připojuje v podobě koncovky k podstatnému jménu:
1. - mand „muž“ → manden „(ten) muž“
2. - pige „holka“ → pigen „(ta) holka“
3. - hus „dům“ → huset „(ten) dům“

Množné číslo
1. - mænd „muži“ → mændene „(ti) muži“
2. - piger „holky“ → pigerne „(ty) holky“
3. - huse „domy“ → husene „(ty) domy“

Množné číslo končí většinou na -er, přičemž některá slova přehlasují kmenovou samohlásku: tand 'zub' → tænder 'zuby'. Ojediněle dochází k nepravidelnostem, např.: barn 'dítě' → børn 'děti'.
Jednoslabičná neutra a některá jednoslabičná maskulina mají většinou v množném čísle -e:
- hus 'dům' → huse 'domy',
- brev 'dopis' → breve 'dopisy',
- hest 'kůň' → heste 'koně'.

### Slovesa
Systém sloves má, stejně jako i v ostatních germánských jazycích, jednoduché tvary v přítomném a minulém čase. Ostatní časy se tvoří pomocnými slovesy. Slovesa se neobejdou bez osobních zájmen, protože pozbyla skoro všech odlišujících osobních koncovek. V přítomném čase se zachovala pouze koncovka -r, která původně označovala druhou a třetí osobu jednotného čísla (jako v současné islandštině).
- at bo 'bydlet' - jeg bor 'bydlím',
- at tale 'mluvit - vi taler 'mluvíme'.

Jako všechny germánské jazyky rozlišují i skandinávské jazyky slabá a silná slovesa:
Slabá slovesa
- at bo 'bydlet' – (pres.) bor – (pret.) boede – (part. perf.) boet,
- at huske 'vzpomínat si' – huskede – husket,
- at købe 'koupit' – købte – købt.

Silná slovesa
- at se 'vidět' – ser – så – set,
- at få 'dostat; smět' – får – fik – fået,
- at trække 'táhnout' – trækker – trak – trukket.

### Přídavná jména
Přídavná jména mají určitý a neurčitý tvar.
Neurčitý tvar se používá s neurčitým členem a při používání bez členu. Ve středním rodě přibírá přídavné jméno koncovku -t (tento tvar často funguje i jako příslovce). V množném čísle mají koncovku -e. Např.:
- en dyr bil '(nějaké) drahé auto',
- et gammelt hus '(nějaký) starý dům',
- skittent vand 'špinavá voda',
- røde klær 'červené šaty'.

V určitém tvaru se připojuje koncovka -e v obou rodech v jednotném i množném čísle. Určitý tvar se používá s určitým členem (den pro společný rod, det pro střední rod, v množném čísle pro oba rody de [di:]), který v tomto případě stojí před přídavným jménem. Připojený člen přitom odpadá. Např.:
- den dyre bil '(to) drahé auto',
- det gamle hus (ten) starý dům',
- de røde klær '(ty) červené šaty'.

Některá adjektiva se neskloňují: bra 'dobrý', moderne 'moderní', tilfreds 'spokojený', stakkars 'ubohý' aj.
Přídavné jméno se přizpůsobuje podstatnému jménu i v přísudkové pozici:
- Bilen er dyr. 'Auto je drahé.'
- Bilerne er dyre. 'Auta jsou drahá.'
- Huset er gammelt. 'Dům je starý.'
- Husene er gamle. 'Domy jsou staré.'

## Příklady

### Číslovky
| Dánsky  | Česky |
| en / et | jedna |
| to      | dva   |
| tre     | tři   |
| fire    | čtyři |
| fem     | pět   |
| seks    | šest  |
| syv     | sedm  |
| otte    | osm   |
| ni      | devět |
| ti      | deset |

## Abeceda
Dánština používá latinku bez písmene Q a s následujícími písmeny, která se umísťují v tomto pořadí na konec abecedy:
- æ Æ
- ø Ø
- å Å

Písmena c, w, x, z se vyskytují jen ve slovech přejatých (např. cykler, česky cyklista). Na rozdíl od češtiny je spřežka ch – která se v dánštině vyskytuje jen v cizích slovech – chápána jako dvě písmena c a h a je řazeno v abecedě mezi ce a ci.

## Nářečí

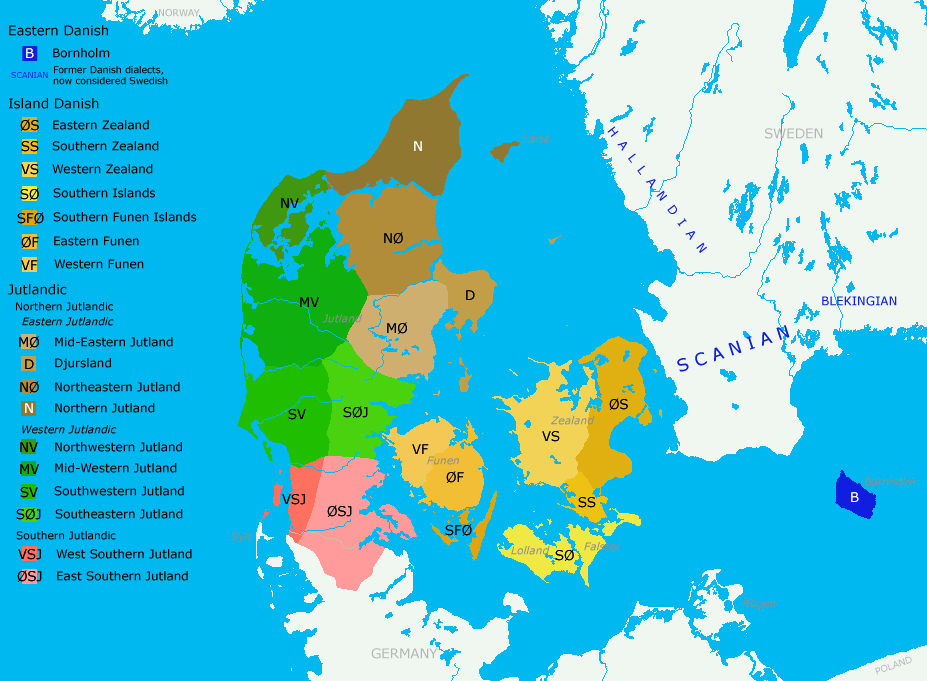
Mapa dánských nářečí

V běžném hovoru Dánové používají nářečí, která se rozdělují do 3 základních skupin:
- ostrovní nářečí (ømål) – oblast ostrovů Sjælland, Fyn, Lolland, Falster a Møn; zahrnují nářečí hlavního města Kodaně, z něhož vychází základ spisovné dánštiny (rigsdansk);
- jutská nářečí (jysk) – oblast Jutského poloostrova; dále se dělí na západní, východní a jižní;
- bornholmské nářečí (bornholmsk) – ostrov Bornholm; jediný zástupce východánských nářečí, kterými se v minulosti hovořilo také v jižních provinciích Skandinávského poloostrova předtím, než připadly Švédsku.

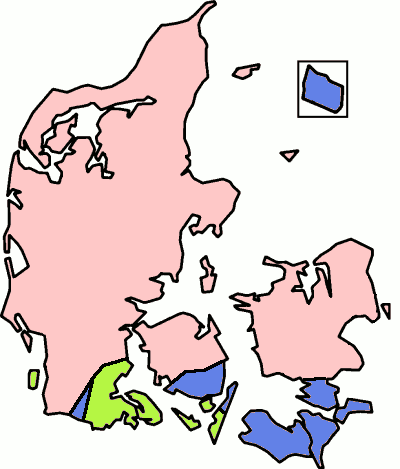
Přítomnost rázu v dánských nářečích: růžová – nářečí s rázem; zelená – nářečí s melodickým přízvukem; modrá – nářečí bez rázu i bez melodického přízvuku

Důležitým rozlišujícím rysem nářečí je přítomnost rázu. Většina nářečí má ráz. Bez rázu jsou nářečí na jihu země. Část těchto nářečí má melodický přízvuk (jako švédština a norština), který je v korelaci s rázem v jiných nářečích.

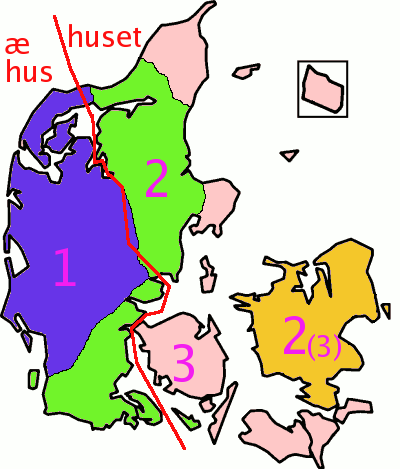
Počet mluvnických rodů v dánských nářečích a výskyt připojeného určitého členu

Nářečí se liší také počtem mluvnických rodů. Některá nářečí mají dva rody (společný a střední) jako spisovná dánština. Část nářečí však zachovává systém tří rodů (mužský, ženský a střední). Nářečí na západě země rody vůbec nerozlišují.
Nářečí na západě a jihu Jutska také nemají připojený určitý člen. Ten vždy stojí před podstatným jménem, např. æ hus – spisovně huset (ten dům).

### Slovníky
- Dánsko. Jazyk. In Ottův slovník naučný VII, pp. 13 – 14
- Blanka Kirsteinová, Blanka Borg: Dánsko-český slovník; Dansk-Tjekkisk ordbog, Leda, 1999, ISBN 80-85927-55-1
- Petr Kurfürst: Dánský slovník; Tjekkisk ordbog, Nakladatelství – Forlaget V RÁJI, 2000, ISBN 80-85894-72-6
- Dánsko-český slovník online